# 범한유니솔루션
범한유니솔루션 주식회사는 대한민국의 전자부품 제조업체로, 범한산업의 자회사이다.

## 사업장 현황
- 본사: 경기도 용인시 처인구 남사읍 수세로86번길 9
- 동탄사업장: 경기도 화성시 동탄산단2길 7-8